# Tom Redecker
Tom Redecker, auch The Perc, (* 28. August 1958 in Letmathe, heute Stadt Iserlohn) ist ein deutscher Musiker, Musikproduzent und betreibt u. a. das Musiklabel Sireena Records.

## Leben
Seit 1983 ist er unter dem Pseudonym „The Perc“ in der deutschen Independent-Musikszene tätig. Unter diesem Namen hatte er zu Hause Bänder aufgenommen und unter dem Label Shack Music in der damals bedeutsamen deutschen Kassetten-Szene vertrieben. Mit dem Projekt Kühe im Nebel war er auch live unterwegs und traf dabei auf Emilio Winschetti, Sänger der NDW-band Mythen in Tüten. Beide fusionierten 1987 zu The Perc Meets the Hidden Gentleman und erlangten eine beachtliche Bekanntheit.
1996 war er Mitbegründer des Musiker-Kollektivs The Electric Family, dem Musiker aus unterschiedlichen Formationen wie Die Ärzte, Phillip Boas Voodooclub, Agitation Free, Grobschnitt, Lolitas, Thirsty Moon sowie Ulla Meinecke angehörten. In dem elektronischen Musikprojekt Taras Bulba arbeitete er seit 1995 zusammen mit Volker Kahrs († 2008).
2000 gründete Tom Redecker zusammen mit Lothar Gärtner das Label Sireena Records, das sich vorwiegend auf Wiederveröffentlichungen auf Vinyl, CD und DVD konzentriert. Redecker betreibt außerdem die beiden Labels Tribal Stomp und T-Rave Records, die sich mehr der Veröffentlichung von Neuproduktionen widmen. Seit 2005 veröffentlicht Redecker seine private Archivauswertung „The Electric Kindergarten“ in einer unregelmäßig erscheinenden CD-Reihe.
2012 trat er mit dem Gitarristen Peter Apel und dem Filmemacher Stefan Malschofsky als Retrograav auf. Sein nächstes Projekt, das er unter anderem mit dem Dissidenten-Trommler Marlon Klein sowie Alpha Halley, Jochen Schoberth und Harry Payuta ins Leben rief, nannte sich Sun Temple Circus. Damit ging Redecker 2014 auf Tour. 2017 brachte er ein weiteres Soloalbum (Koto Funk) sowie das erste Studioalbum der Electric Family nach 10 Jahren heraus.
Redecker wohnt in Osterholz-Scharmbeck.

## Diskografie (Alben Auswahl)

### The Perc Meets the Hidden Gentleman
- 1988: Two Foozles at the Tea Party, Strange Ways Records
- 1990: This Maid Of Delphi, Strange Ways Records
- 1991: Lavender, Strange Ways Records
- 1993: Ages, Strange Ways Records
- 2008: Telegram From The Meantime, Sireena Records

### Taras Bulba
- 1995: Sketches Of Babel, Hyperium Records
- 1997: Peyote Moon, Hyperium Records
- 2009: The Best of Now & Zen, Sireena Records

### The Electric Family
- 1997: Family Show; u. a. mit Embryo, Grobschnitt, Amon Düül II und Lokomotive Kreuzberg;  Strange Ways Records
- 1999: Tender; Blue Rose Records
- 2000: Pueblo Woman; Sireena Records
- 2006: Royal Hunt; Tribal Stomp
- 2012: Ice Cream Phoenix Resurrection; Sireena Records
- 2017: Terra Circus; Sireena Records
- 2018: The Long March - from Bremen to Betancuria, Sireena Records
- 2020: Echoes Don’t Lie; u. a. mit Rolf Kirschbaum, Harry Payuta, Roman Bunka, Marlon Klein (Dissidenten), Milla Kapolke (Green, ex-Grobschnitt), Ralf Möller (Extrabreit, Green, ex-Grobschnitt), Jojo Brandt (The Convent);  Sireena Records

### Sun Temple Circus
- 2015: Sun Temple Circus, Tribal Stomp

### The Perc
- 1994: Before He Met the Hidden Gentleman, Swamproom Records
- 1995: Worldlooker, Strange Ways Records
- 2001: Jack Of All Trades, Sireena Records
- 2006: Electric Kindergarten Vol. 1, Freiland
- 2009: Electric Kindergarten Vol. 2, Freiland
- 2011: Electric Kindergarten Vol. 3, Freiland
- 2012: Electric Kindergarten Vol. 4, Freiland
- 2014: Electric Kindergarten Vol. 5, Freiland
- 2015: Electric Kindergarten Vol. 6, Freiland
- 2017: Koto Funk, Tribal Stomp